# 劉純婷

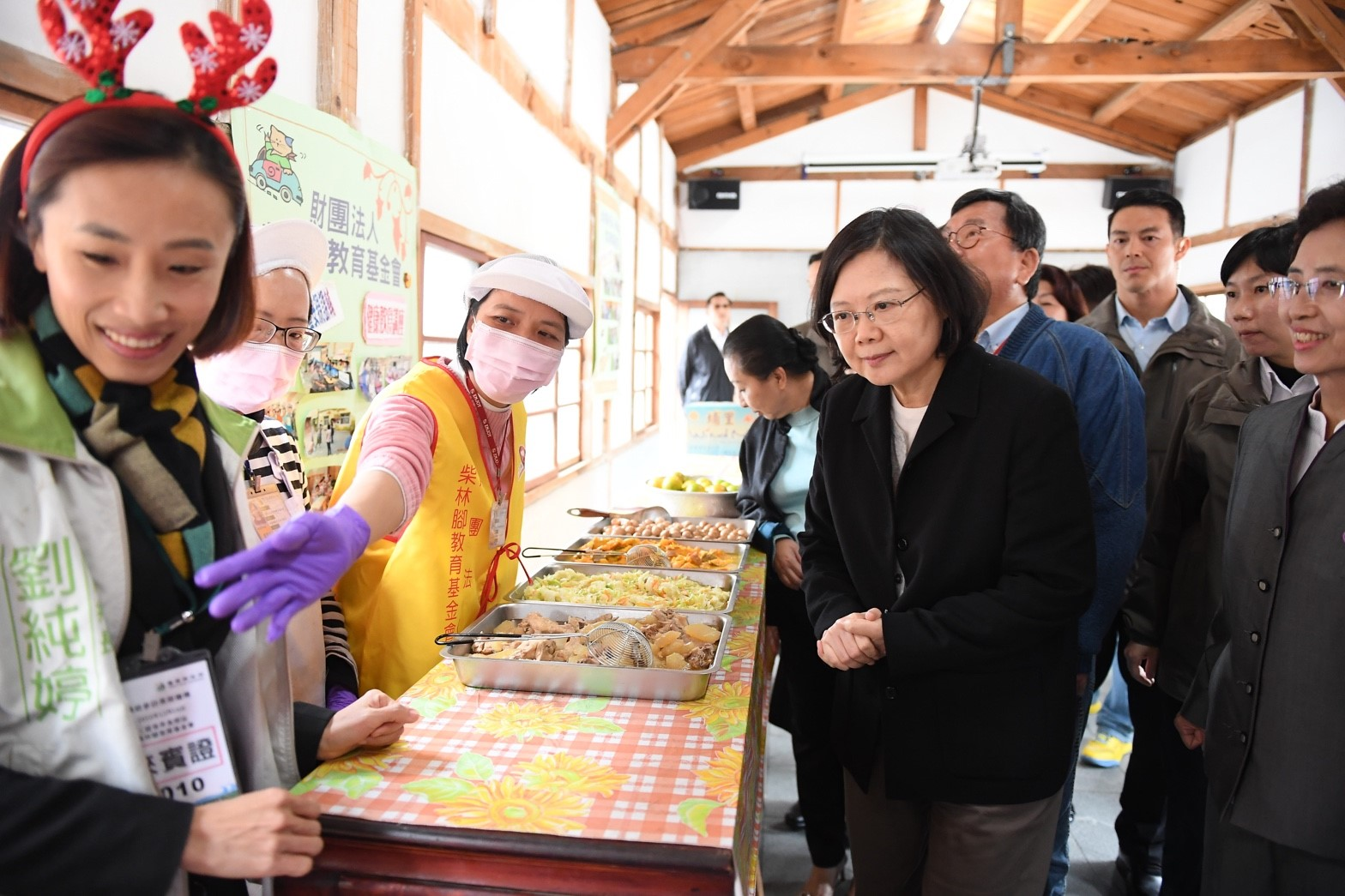
劉純婷(左)

劉純婷（1982年—），臺灣嘉義地方政治人物，現為民主進步黨籍，曾擔任嘉義縣溪口鄉鄉長。2017年起擔任溪口鄉農會總幹事。

## 簡介
財經法律系畢業，曾任嘉義縣溪口鄉衛生所群體醫療基金會計，現為嘉義縣溪口鄉農會總幹事，曾任2屆溪口鄉鄉長

## 新聞事件
父親劉邦詩為溪口鄉前鄉長，父親因貪污罪被判刑停職，經嘉義縣政府指派代理，後經2009年鄉鎮市長選舉當選為溪口鄉鄉長。

## 外部連結
1. ↑  . 嘉義縣溪口鄉公所.   [2015-02-21]. （原始内容存档于2015-12-27）.
2. ↑  .   [2014-09-21]. （原始内容存档于2015-12-08）.